# Neihart, Montana
Neihart, Montana (енгл. Neihart) град је у америчкој савезној држави Монтана.

## Демографија
По попису из 2010. године број становника је 51, што је 40 (-44,0%) становника мање него 2000. године.
| Група             | 2000.      | 2010.      |
| Белци             | 85 (93,4%) | 47 (92,2%) |
| Афроамериканци    | 0 (0,0%)   | 0 (0,0%)   |
| Азијати           | 0 (0,0%)   | 0 (0,0%)   |
| Хиспаноамериканци | 1 (1,1%)   | 0 (0,0%)   |
| Укупно            | 91         | 51         |